# Бресани-Фодати-Поца (Виченца)
Бресани-Фодати-Поца је насеље у Италији у округу Виченца, региону Венето.
Према процени из 2011. у насељу је живело 102 становника. Насеље се налази на надморској висини од 589 м.